# Minna Gale
Pour les articles homonymes, voir Gale (homonymie).

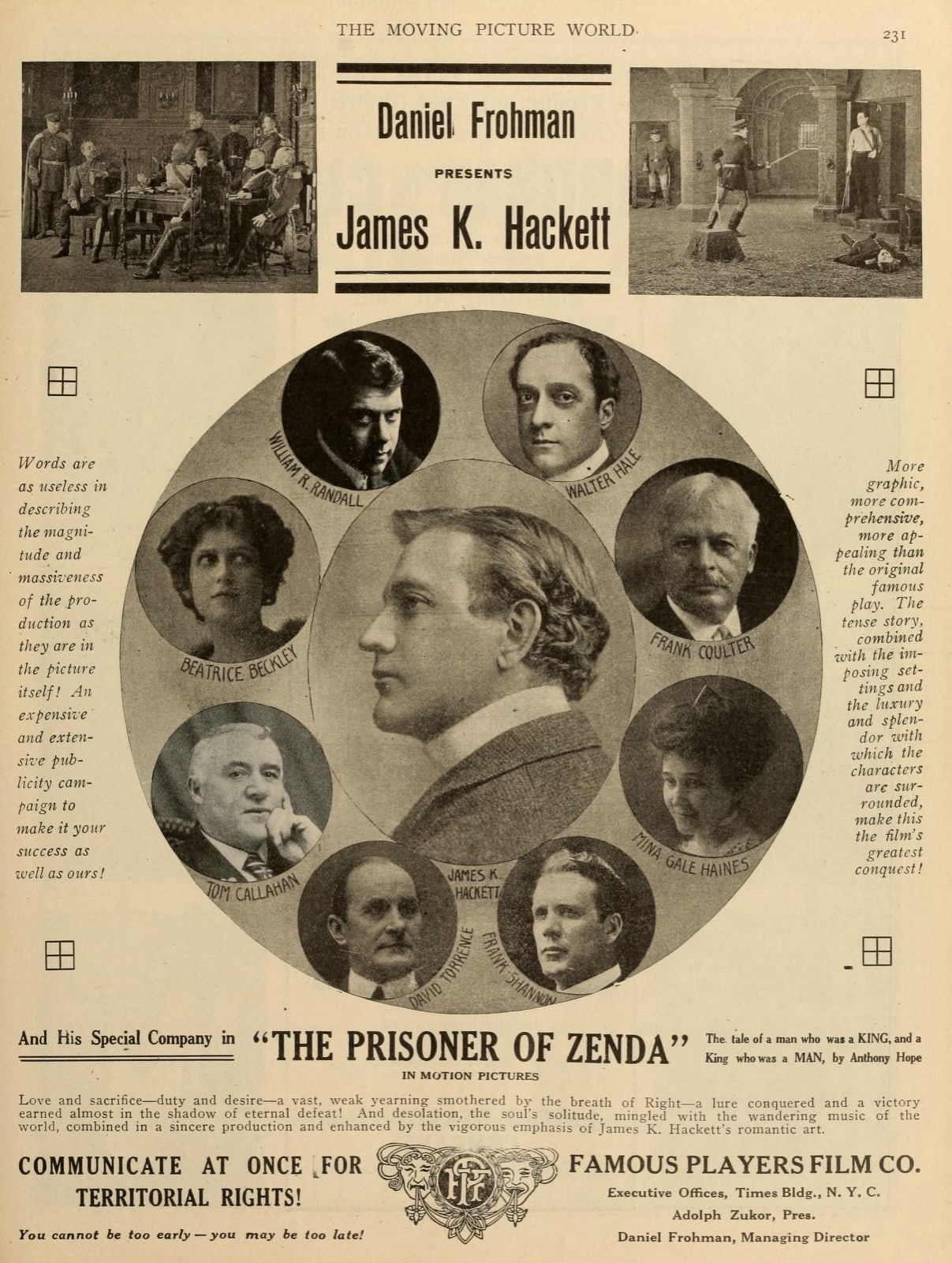
Le Prisonnier de Zenda (1913), poster promotionnel

Minna Kathalina Gale, née le 26 septembre 1869 à Elizabeth (New Jersey) et morte le 4 mars 1944 à Riverside (en) (comté de Fairfield, Connecticut), est une actrice américaine, parfois créditée Minna K. Gale ou Minna Gale Haynes (du nom de son mari).

## Biographie
Active principalement au théâtre, Minna Gale y débute en 1885 (à 15 ans), interprétant notamment des rôles du répertoire de William Shakespeare. À Broadway (New York), elle apparaît dans neuf pièces entre 1904 et 1929, dont The White Sister de Francis Marion Crawford et Walter Hackett (1909, avec Viola Allen et William Farnum), Une cause célèbre d'Adolphe d'Ennery et Eugène Cormon (1915, avec Eugene O'Brien et Florence Reed), ou Le Rubicon d'Édouard Bourdet (1922, avec Violet Heming).
Au cinéma, exclusivement durant la période du muet, elle contribue à six films américains des années 1910, dont Le Prisonnier de Zenda de Hugh Ford et Edwin S. Porter (1913, avec James K. Hackett et David Torrence), The Dancing Girl d'Allan Dwan (1915, avec Florence Reed et Malcolm Williams) et Embrasse-moi, idiot de Frank Powell (1915, avec Theda Bara et Edward José).
Minna Gale meurt à 74 ans, en 1944.

## Théâtre à Broadway (intégrale)
- 1904 : The Triumph of Love de Martha Morton
- 1909 : The White Sister de Francis Marion Crawford et Walter Hackett
- 1915 : Une cause célèbre (A Celebrated Case) d'Adolphe d'Ennery et Eugène Cormon, production de Charles Frohman et David Belasco
- 1916 : The Pride of Race de Michael L. Landman
- 1920 : The Outrageous Mrs. Palmer de Harry Wagstaff Gribble : Mme Herbert Rollins
- 1921 : Tarzan seigneur de la jungle (Tarzan of the Apes), adaptation par Herbert Woodgate et Arthur Gibbons du roman éponyme d'Edgar Rice Burroughs : Lady May Greystoke
- 1921 : Golden Days de Sidney Toler et Marion Short : Mme Kirkland
- 1922 : Le Rubicon (The Rubicon) d'Édouard Bourdet, adaptation d'Henry Baron : Mme Sevin
- 1929 : A Tailor-Made Man de Harry James Smith : Mme Stanlaw

## Filmographie complète
- 1913 : Le Prisonnier de Zenda (The Prisoner of Zenda) de Hugh Ford et Edwin S. Porter : Antoinette de Mauban
- 1914 : Clothes (en) de Francis Powers (en) : Mme Cathcart
- 1914 : The Unwelcome Mrs. Hatch d'Allan Dwan : la seconde Mme Lorimer
- 1914 : The Port of Missing Men (en) de Francis Powers (en) : l'archiduchesse
- 1915 : The Dancing Girl d'Allan Dwan : Lady Bawtry
- 1915 : Embrasse-moi, idiot (A Fool There Was) de Frank Powell : la fiancée du docteur

## Note et référence
1. ↑  Pièce adaptée au cinéma en 1923 sous le même titre original (titre français : Dans les laves du Vésuve).